# Alan Baker
Alan Baker, FRS (født 19. august 1939, død 4. februar 2018) var en engelsk matematiker. Han blev født i London. Han var kendt for sit arbejde med effektive metoder i talteori. Han blev tildelt Fieldsmedaljen i 1970, da han var 31 år. Hans akademiske karriere startede, da han studerede under Harold Davenport, ved University College London og senere ved Cambridge. Han arbejdede for Trinity College, Cambridge.

## Udvalgte publikationer
- Baker, Alan (1966), "Linear forms in the logarithms of algebraic numbers. I", Mathematika. A Journal of Pure and Applied Mathematics, 13: 204-216, doi:10.1112/S0025579300003971, ISSN 0025-5793, MR0220680
- Baker, Alan (1967a), "Linear forms in the logarithms of algebraic numbers. II", Mathematika. A Journal of Pure and Applied Mathematics, 14: 102-107, doi:10.1112/S0025579300008068, ISSN 0025-5793, MR0220680
- Baker, Alan (1967b), "Linear forms in the logarithms of algebraic numbers.  III", Mathematika. A Journal of Pure and Applied Mathematics, 14: 220-228, doi:10.1112/S0025579300003843, ISSN 0025-5793, MR0220680
- Baker, Alan (1990), Transcendental number theory, Cambridge Mathematical Library (2nd udgave), Cambridge University Press, ISBN 978-0-521-39791-9, MR0422171
- Baker, Alan; Wüstholz, G. (2007), Logarithmic forms and Diophantine geometry, New Mathematical Monographs, vol. 9, Cambridge University Press, ISBN 978-0-521-88268-2, MR2382891